# Ulpiano (matemático)
Ulpiano (em latim: Ulpianus) foi um matemático bizantino ativo em meados ou finais do século V. Era irmão do filósofo Isidoro de Alexandria. De acordo com Damáscio, era muito talentoso com matemática especulativa e quando esteve em Atenas sua matemática foi admirada por Siriano. Foi completamente alheio à vida política e foi considerado superior em sua conduta quando comparado a seu irmão. Nunca casou-se.